# Manderen-Ritzing
Manderen-Ritzing ist eine französische Gemeinde mit 602 Einwohnern (Stand: 1. Januar 2022) im Département Moselle in der Region Grand Est. Sie gehört zum Arrondissement Thionville und zist Mitglied im Gemeindeverband Communauté de communes Bouzonvillois-Trois Frontières. 
Sie entstand als Commune nouvelle mit Wirkung vom 1. Januar 2019 durch die Zusammenlegung der bisherigen Gemeinden Manderen und Ritzing, die in der neuen Gemeinde den Status einer Commune déléguée haben. Der Verwaltungssitz befindet sich im Ort Manderen.

## Gemeindegliederung
| Ortsteil                   | ehemaliger INSEE-Code | Fläche (km²) | Einwohnerzahl (2020) |
| -------------------------- | --------------------- | ------------ | -------------------- |
| Manderen (Verwaltungssitz) | 57439                 | 8,92         | 405                  |
| Ritzing                    | 57585                 | 6,15         | 197                  |

## Geografie
Manderen-Ritzing liegt am nördlichen Rand des Départements an der Grenze zum Saarland, etwa 23 Kilometer ostnordöstlich von Thionville und etwa 41 Kilometer nordnordöstlich von Metz. Der Ruisseau d’Apach, ein Nebenfluss der Mosel, entspringt auf dem Gemeindegebiet und fließt in westlicher Richtung ab. Der Ruisseau de Montenach, ebenfalls ein Nebenfluss der Mosel, entspringt auch auf dem Gebiet der Gemeinde, verlässt es nach kurzer Strecke und fließt südlich ab.
Umgeben wird Manderen-Ritzing von den sechs Nachbargemeinden:
| Merschweiller     | Perl (Deutschland)                          |            |
|                   | Kompassrose, die auf Nachbargemeinden zeigt | Launstroff |
| Kirsch-lès-Sierck | Kirschnaumen                                | Rémeling   |

## Sehenswürdigkeiten
| Name                                       | Ort      | Bemerkungen                                                           | Bild |
| ------------------------------------------ | -------- | --------------------------------------------------------------------- | ---- |
| Burg Mensberg, auch Burg Malbrouck genannt | Manderen | 1419 bis 1434 erbaut, seit 1930 als Monument historique klassifiziert |      |
| Pfarrkirche Saint-Etienne                  | Manderen | 18. Jahrhundert                                                       |      |
| Kapelle Saint-Nicolas                      | Manderen | 19. Jahrhundert                                                       |      |
| Kapelle Saint-Sébastien                    | Ritzing  | 19. Jahrhundert                                                       |      |

## Bildung
Die Gemeinde verfügt über eine öffentliche Vor- und Grundschule (École primaire).

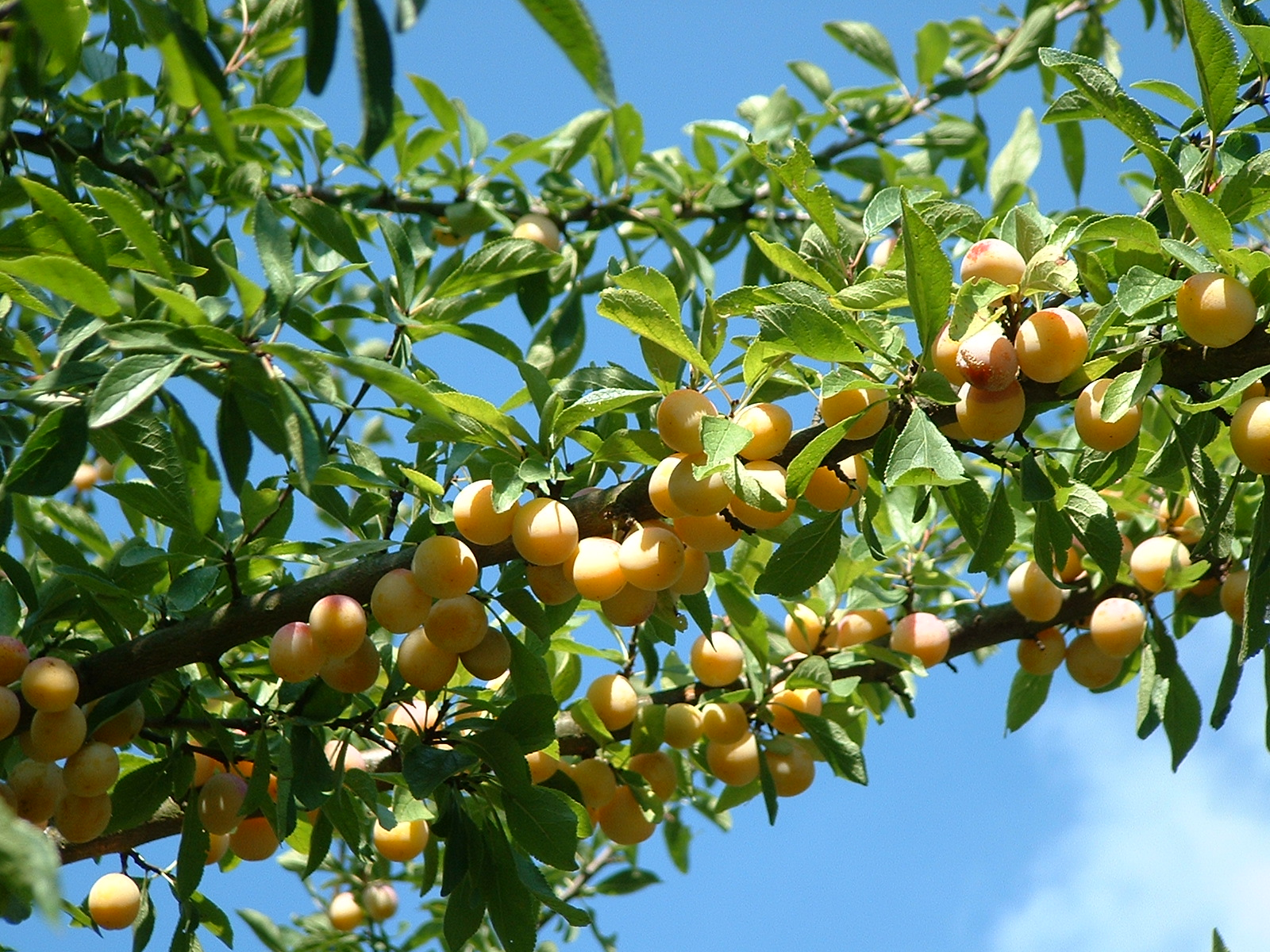
Mirabelles de Lorraine

## Wirtschaft
Manderen-Ritzing liegt in der Zone AOC der Mirabelle de Lorraine.

## Verkehr
Manderen-Ritzing liegt fernab von größeren Verkehrsachsen. Nur lokale Land- und Departementsstraßen verbinden die Gemeinde mit den benachbarten Merschweiller, Launstroff, Rémeling und Kirsch-lès-Sierck.